# رمان ویتک
رُمان وُیتِک (چکی: Roman Vojtek; ۱۴ آوریل ۱۹۷۲ – ) بازیگر، مجری تلویزیون و خواننده اهل کشور جمهوری چک است. وی از سال ۱۹۹۶ میلادی تاکنون مشغول فعالیت بوده‌است.
از فیلم‌ها یا برنامه‌های تلویزیونی که وی در آن نقش داشته‌است می‌توان به خیابان اشاره کرد.